# Sebestyén Béla (labdarúgó)
Sebestyén Béla, született Stern Béla (Budapest, 1886. január 23. – Budapest, 1959. december 19.) válogatott labdarúgó, csatár. Az 1912-es stockholmi olimpián a csapat tagja volt. Sebestyén Géza, Jenő, Dezső, Mihály színészek és Gyula labdarúgó testvére.

## Pályafutása
Stern Zsigmond kocsivezető és Wirth Gizella fiaként zsidó családban született. Az MTK-ban játszott.

### A válogatottban
1906 és 1912 között 24 alkalommal szerepelt a válogatottban és 1 gólt szerzett. Az 1912-es stockholmi olimpián részt vevő válogatott tagja.

## Sikerei, díjai
- Olimpiai játékok
  - 5.: 1912, Stockholm
- Magyar bajnokság
  - bajnok: 1907–08
  - 2.: 1909–10, 1910–11, 1911–12, 1912–13
  - 3.: 1905, 1906–07

## Statisztika

### Mérkőzései a válogatottban
| Magyarország | Magyarország       | Magyarország                      | Magyarország   | Magyarország | Magyarország | Magyarország         | Magyarország | Magyarország |
| #            | Dátum              | Helyszín                          | Hazai          | Eredmény     | Vendég       | Kiírás               | Gólok        | Esemény      |
| ------------ | ------------------ | --------------------------------- | -------------- | ------------ | ------------ | -------------------- | ------------ | ------------ |
| 1.           | 1906. április 1.   | Budapest, Millenáris-pálya        | Magyarország   | 1 – 1        | Csehország   | barátságos           | -            |              |
| 2.           | 1906. október 7.   | Prága, Slavia-stadion             | Csehország     | 4 – 4        | Magyarország | barátságos           | -            |              |
| 3.           | 1906. november 4.  | Budapest, Millenáris-pálya        | Magyarország   | 3 – 1        | Ausztria     | barátságos           | -            |              |
| 4.           | 1908. április 5.   | Budapest, Millenáris-pálya        | Magyarország   | 5 – 2        | Csehország   | barátságos           | -            |              |
| 5.           | 1908. május 3.     | Bécs, Hohe Warte                  | Ausztria       | 4 – 0        | Magyarország | barátságos           | -            |              |
| 6.           | 1908. november 1.  | Budapest, Millenáris-pálya        | Magyarország   | 5 – 3        | Ausztria     | barátságos           | -            |              |
| 7.           | 1909. április 4.   | Budapest, Millenáris-pálya        | Magyarország   | 3 – 3        | Németország  | barátságos           | -            |              |
| 8.           | 1909. május 2.     | Bécs, Cricketer-pálya             | Ausztria       | 3 – 4        | Magyarország | barátságos           | -            |              |
| 9.           | 1909. május 30.    | Budapest, Millenáris-pálya        | Magyarország   | 1 – 1        | Ausztria     | barátságos           | -            |              |
| 10.          | 1909. november 7.  | Budapest, Millenáris-pálya        | Magyarország   | 2 – 2        | Ausztria     | barátságos           | -            |              |
| 11.          | 1910. május 1.     | Bécs, Hohe Warte                  | Ausztria       | 2 – 1        | Magyarország | barátságos           | -            |              |
| 12.          | 1911. október 29.  | Budapest, Millenáris-pálya        | Magyarország   | 9 – 0        | Svájc        | barátságos           | -            |              |
| 13.          | 1911. november 5.  | Budapest, Üllői úti pálya         | Magyarország   | 2 – 0        | Ausztria     | Wagner-serleg        | -            |              |
| 14.          | 1911. december 17. | München, MTV '79-Platz            | Németország    | 1 – 4        | Magyarország | barátságos           | 1            | 24'          |
| 15.          | 1912. április 14.  | Budapest, Üllői úti pálya         | Magyarország   | 4 – 4        | Németország  | barátságos           | -            |              |
| 16.          | 1912. május 5.     | Bécs, Hohe Warte                  | Ausztria       | 1 – 1        | Magyarország | Wagner-serleg        | -            |              |
| 17.          | 1912. június 20.   | Göteborg, Valhalla                | Svédország     | 2 – 2        | Magyarország | barátságos           | -            |              |
| 18.          | 1912. június 23.   | Kristiania, Gamle Frogner-stadion | Norvégia       | 0 – 6        | Magyarország | barátságos           | -            |              |
| 19.          | 1912. június 30.   | Stockholm, Olimpiai Stadion (SWE) | Nagy-Britannia | 7 – 0        | Magyarország | olimpiai negyeddöntő | -            |              |
| 20.          | 1912. július 3.    | Stockholm, Råsunda (SWE)          | Magyarország   | 3 – 1        | Németország  | olimpiai vigaszág    | -            |              |
| 21.          | 1912. július 5.    | Stockholm, Råsunda (SWE)          | Magyarország   | 3 – 0        | Ausztria     | olimpiai 5. helyért  | -            |              |
| 22.          | 1912. július 12.   | Moszkva, SZKSZ-stadion            | Oroszország    | 0 – 9        | Magyarország | barátságos           | -            |              |
| 23.          | 1912. július 14.   | Moszkva, SZKSZ-stadion            | Oroszország    | 0 – 12       | Magyarország | barátságos           | -            |              |
| 24.          | 1912. november 3.  | Budapest, Üllői úti pálya         | Magyarország   | 4 – 0        | Ausztria     | Wagner-serleg        | -            |              |
|              | Összesen           |                                   |                | 24           | mérkőzés     |                      | 1            | gól          |